# Capitale Sucre (Mérida)
Pour les articles homonymes, voir Sucre et Capitale Sucre.
Capitale Sucre est l'une des six divisions territoriales de la municipalité de Sucre dans l'État de Mérida au Venezuela. À des fins statistiques, l'Institut national de la statistique du Venezuela a créé le terme de « parroquia capital », ici traduit par le terme « capitale » qui correspond au territoire où se trouve le chef-lieu de la municipalité afin de couvrir ce vide spatial, qui, selon la loi sur la division politique territoriale publiée dans le Journal officiel de l'État « n'attribue pas de hiérarchie politique territoriale, ni de description de ses limites respectives ». Ce territoire s'articule autour de Lagunillas, chef-lieu de la municipalité.